# Incêndio no Museu Nacional do Rio de Janeiro
O incêndio no Museu Nacional foi um incêndio de grandes proporções que atingiu a sede do Museu Nacional na Quinta da Boa Vista, Rio de Janeiro, na noite de 2 de setembro de 2018, destruindo quase a totalidade do acervo histórico e científico construído ao longo de duzentos anos, e que abrangia cerca de vinte milhões de itens catalogados. Além do seu rico acervo, também o edifício histórico que abrigava o Museu, antiga residência oficial dos Imperadores do Brasil, foi extremamente danificado com rachaduras, desabamento de sua cobertura, além da queda de lajes internas.

## Antecedentes

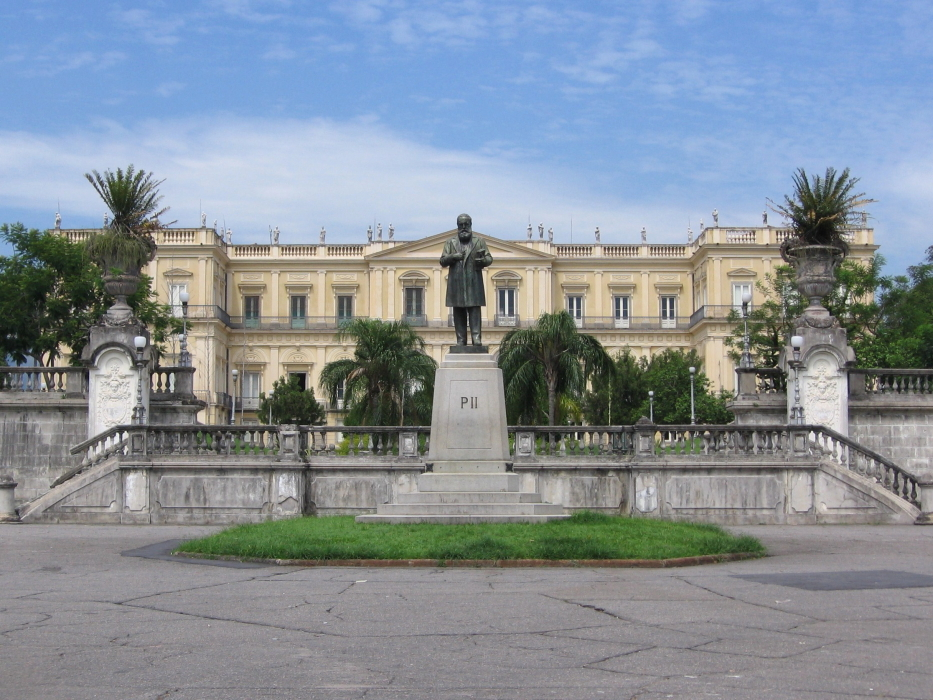
O edifício do Museu Nacional, em 2010.

O Museu Nacional apresentava deficiências na segurança contra incêndios. Em uma fiscalização feita em 15 de setembro de 2014, o Ministério da Transparência e a Controladoria-Geral da União (CGU) constataram que a instituição não tinha laudo atualizado de vistoria do Corpo de Bombeiros. A CGU concluiu que a visita dos bombeiros e a emissão do laudo seria medida importante para garantir a segurança das instalações. No mês seguinte à fiscalização, o museu informou à CGU que uma parceria havia sido firmada entre o Ibram (Instituto Brasileiro de Museus) e o Corpo de Bombeiros do Rio para a realização de uma visita técnica. Em 2004, já havia ocorrido um alerta por parte do governo estadual do Rio de Janeiro de que o Museu Nacional corria risco de incêndio, associado à má qualidade das instalações elétricas do edifício.
Os repasses do governo federal ao museu também haviam caído praticamente à metade em cinco anos: de 1,3 milhão de reais, em 2013, para 643 mil reais, em 2017. Os dados foram levantados pela Comissão de Orçamento da Câmara dos Deputados, com base no Siafi (Sistema Integrado de Administração Financeira) do governo federal pela Folha de S.Paulo, que corrigiu os valores pela inflação do período. Com os cortes, o museu apresentava sinais de má conservação, como paredes descascadas e fios elétricos expostos. Em 2018, até julho, somente 71 mil reais foram  transferidos para o museu. O museu havia completado duzentos anos em junho de 2018, em meio a uma situação de abandono. O vice-diretor do museu, Luiz Fernando Dias Duarte, referiu o descaso sofrido pela instituição ao longo de sucessivos governos.
A UFRJ, que administra a instituição, reduziu de 709 mil reais, em 2013, para 166 mil reais, em 2017, o desembolso com o funcionamento do museu, segundo o levantamento da Câmara. O pró-reitor de Planejamento e Finanças da UFRJ, Roberto Gambine, disse que a universidade não tem recursos suficientes para fazer a manutenção de seus 15 prédios tombados no Rio e disse temer que o destino dos demais edifícios seja o mesmo do Museu Nacional. O reitor da UFRJ, Roberto Leher, afirmou que já tinha assinado com o BNDES um contrato para receber recursos para uma reforma, que incluía um sistema para prevenção de incêndios, mas não houve tempo para a liberação da verba. O reitor também afirmou que a UFRJ não tinha condições financeiras de manter a brigada de incêndio durante 24 horas no museu.

## Incêndio

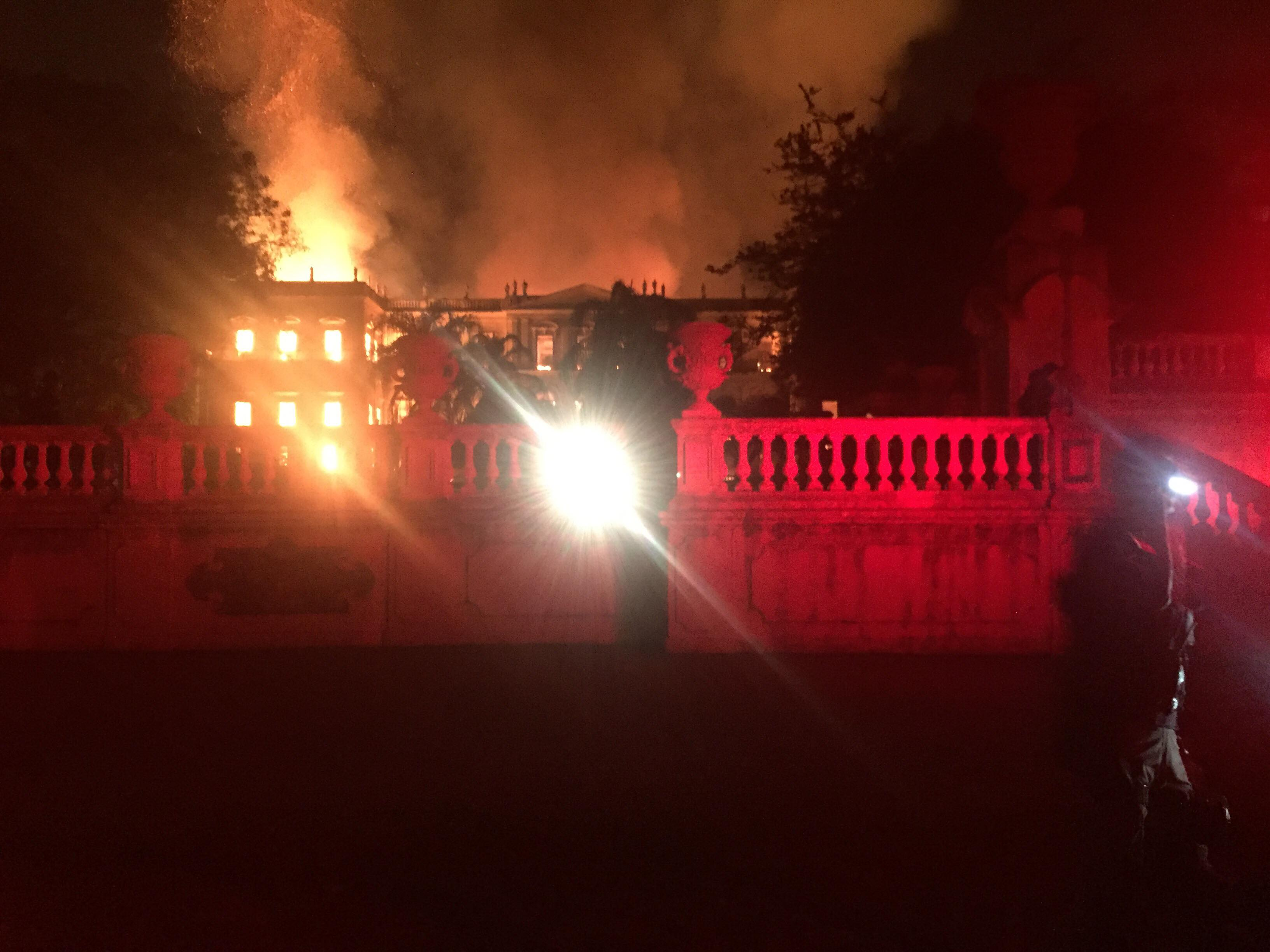
Vista mais próxima, onde se nota grandes labaredas à esquerda.

Em 2 de setembro de 2018, logo após o encerramento do horário de visitação, um incêndio de grandes proporções atingiu todos os três andares do prédio do Museu Nacional, na Quinta da Boa Vista, cidade do Rio de Janeiro. Os bombeiros foram acionados às 19h30, chegando rapidamente ao local.
Às 21 horas, o fogo encontrava-se fora de controle, com grandes labaredas e estrondos ocasionais, sendo combatido inicialmente por bombeiros de quatro quartéis, número depois ampliado para doze quartéis. Por volta das 21h15, uma equipe especializada dos bombeiros entrou no prédio para tentar bloquear áreas ainda não atingidas pelas chamas, e avaliar a extensão dos estragos.
Oitenta bombeiros de doze quartéis combateram as chamas, que começaram por volta das 19h30. O incêndio foi controlado mais de seis horas depois, devido à dificuldade pela falta de água nos hidrantes próximos, tendo sido necessário captar em um lago próximo e transportar por caminhões-pipa até o ponto de combate. Duas viaturas auto-escada estavam sendo usadas, com dois caminhões-pipa se revezando no fornecimento de água para o trabalho dos bombeiros.
Dezenas de funcionários do museu acompanhavam o combate às chamas. Dois andares do edifício estavam já bastante destruídos e o teto havia desabado. Segundo Edson Vargas da Silva, bibliotecário e funcionário há 43 anos no museu que acompanhava o incêndio no local, “Tem muito papel, o assoalho de madeira, muita coisa que queima muito rápido”.

## Consequências

### Destruição do acervo

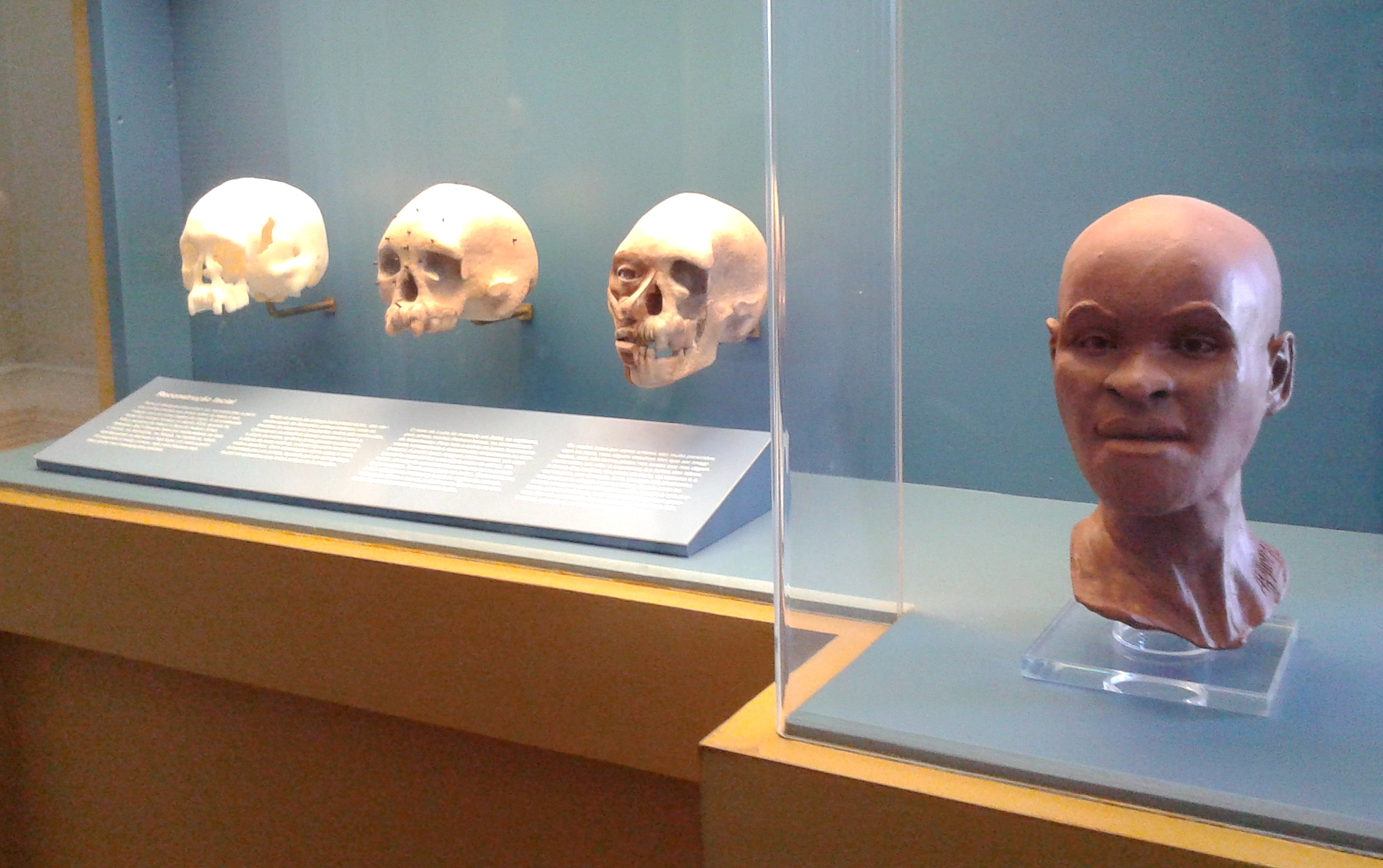
A reconstituição facial e o crânio de Luzia, "a primeira brasileira", estavam expostos no Museu e possivelmente foram destruídos

Os três andares do edifício foram bastante destruídos e o teto desabou. Segundo o vice-diretor do museu, Luiz Fernando Dias Duarte, toda a coleção da Imperatriz Teresa Cristina, os afrescos de Pompeia, o Trono do Rei do Daomé, assim como os acervos linguísticos foram perdidos. Entre os itens que se estimam destruídos pelo fogo está o fóssil humano mais antigo encontrado no Brasil, achado em 1974 e batizado de Luzia. As coleções de paleontologia que ali se encontravam incluíam o Maxakalisaurus topai, um dinossauro encontrado em Minas Gerais e o primeiro de grande porte montado no Brasil. O acervo de etnologia contava com artefatos da cultura afro-brasileira, africana e indígena, como objetos raros do Tribo tikuna, além de itens polinésios, assim como o trono do rei africano Adandozan (1718-1818), doado pelos seus embaixadores ao príncipe regente, futuro D. João VI, em 1811.
O museu era administrado pela Universidade Federal do Rio de Janeiro, possuía caráter acadêmico e científico e era um reconhecido centro de pesquisa em história natural e antropológica na América Latina. Todo o trabalho de cerca de 90 pesquisadores que ali conduziam suas pesquisas foi perdido. Todo o Arquivo Histórico, que se encontrava armazenado num ponto intermediário do edifício, foi destruído, assim como duas exposições em duas áreas da frente do prédio principal. O levantamento completo dos danos ainda não pôde ser realizado dada a intensidade do fogo no local e o risco de explosões. Uma parte do acervo não se encontrava no prédio em chamas e não foi afetada. No entanto, o fogo terá consumido tudo o que se encontrava em exposição. O Zoológico do Rio de Janeiro, localizado muito próximo do local tampouco foi atingido. Os quatro seguranças que se encontravam trabalhando no local conseguiram escapar e não houve registro de vítimas.

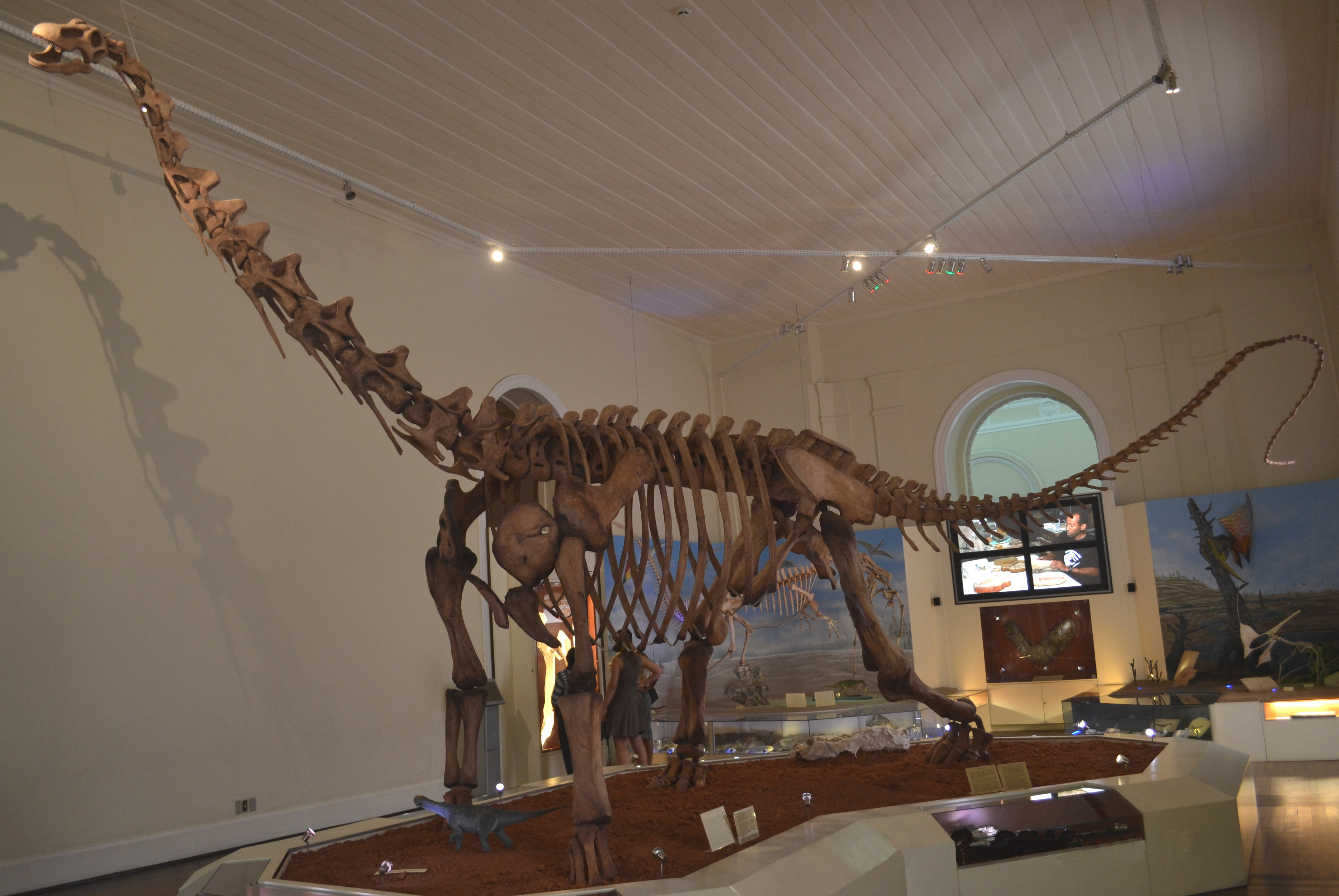
Maxakalisaurus
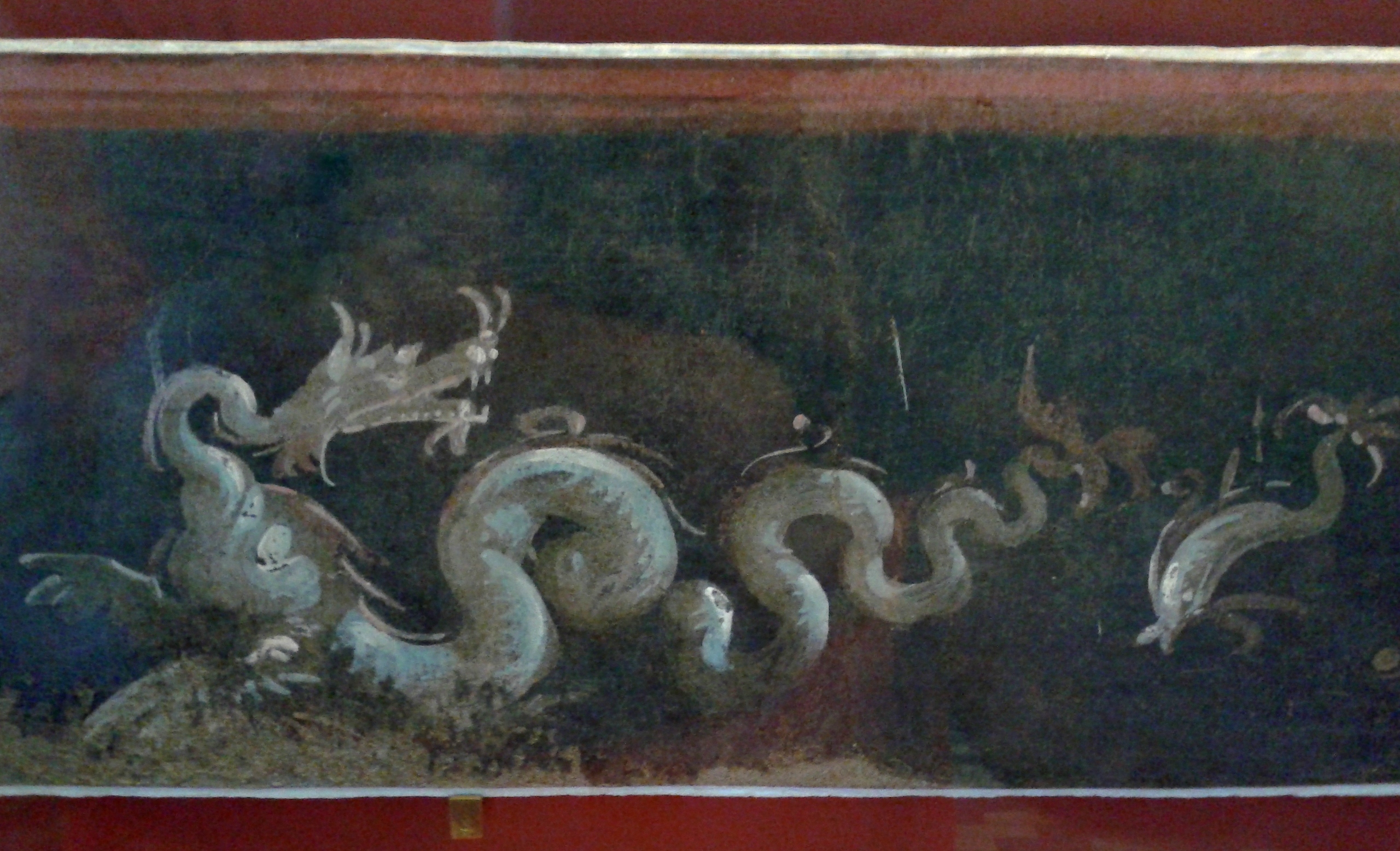
Afresco de Pompeia
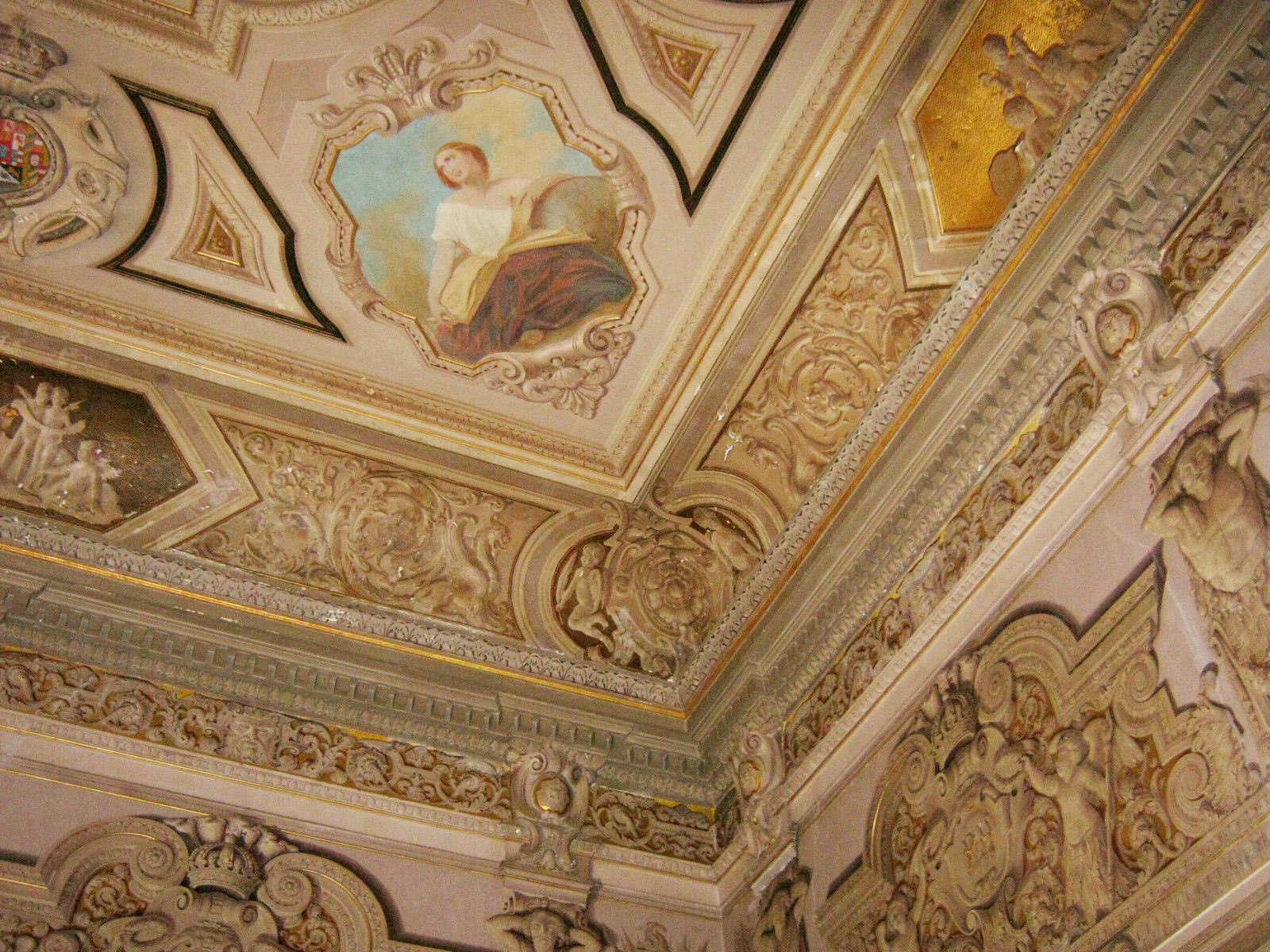
Afrescos no teto de um dos salões do museu
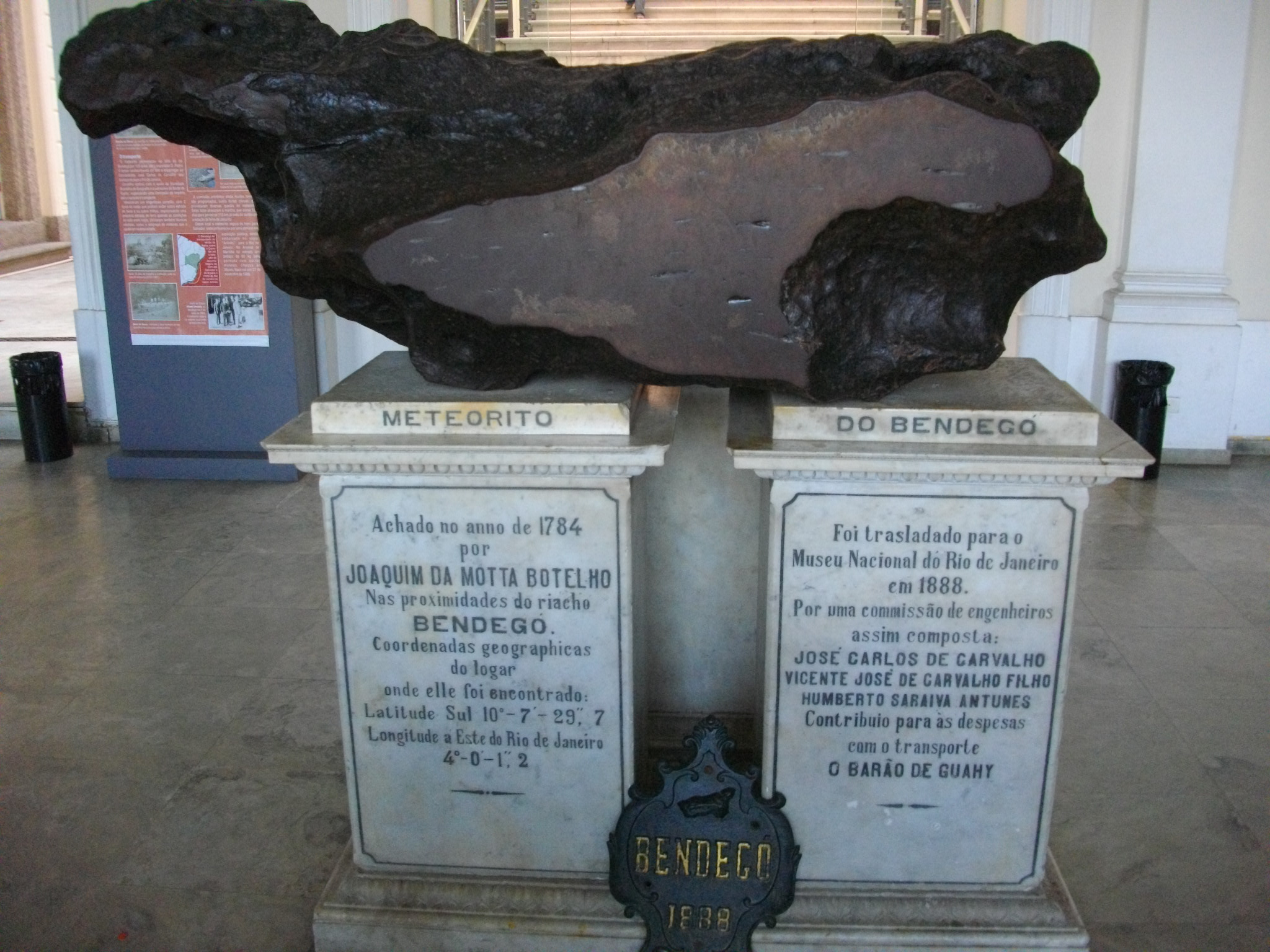
Meteorito do Bendegó, encontrado em 1784, resistiu ao incêndio
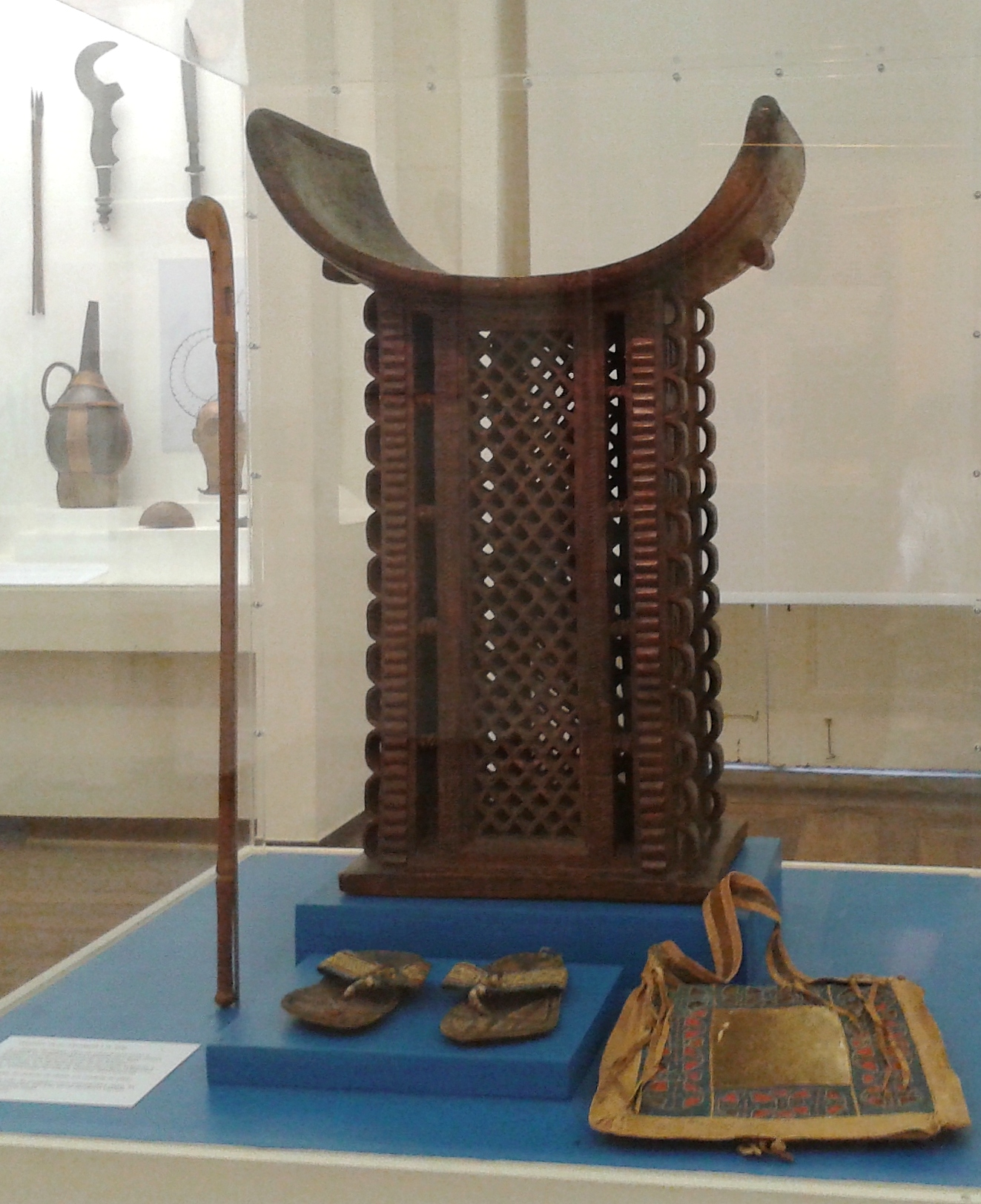
Trono do Reino do Daomé, século XVIII/XIX
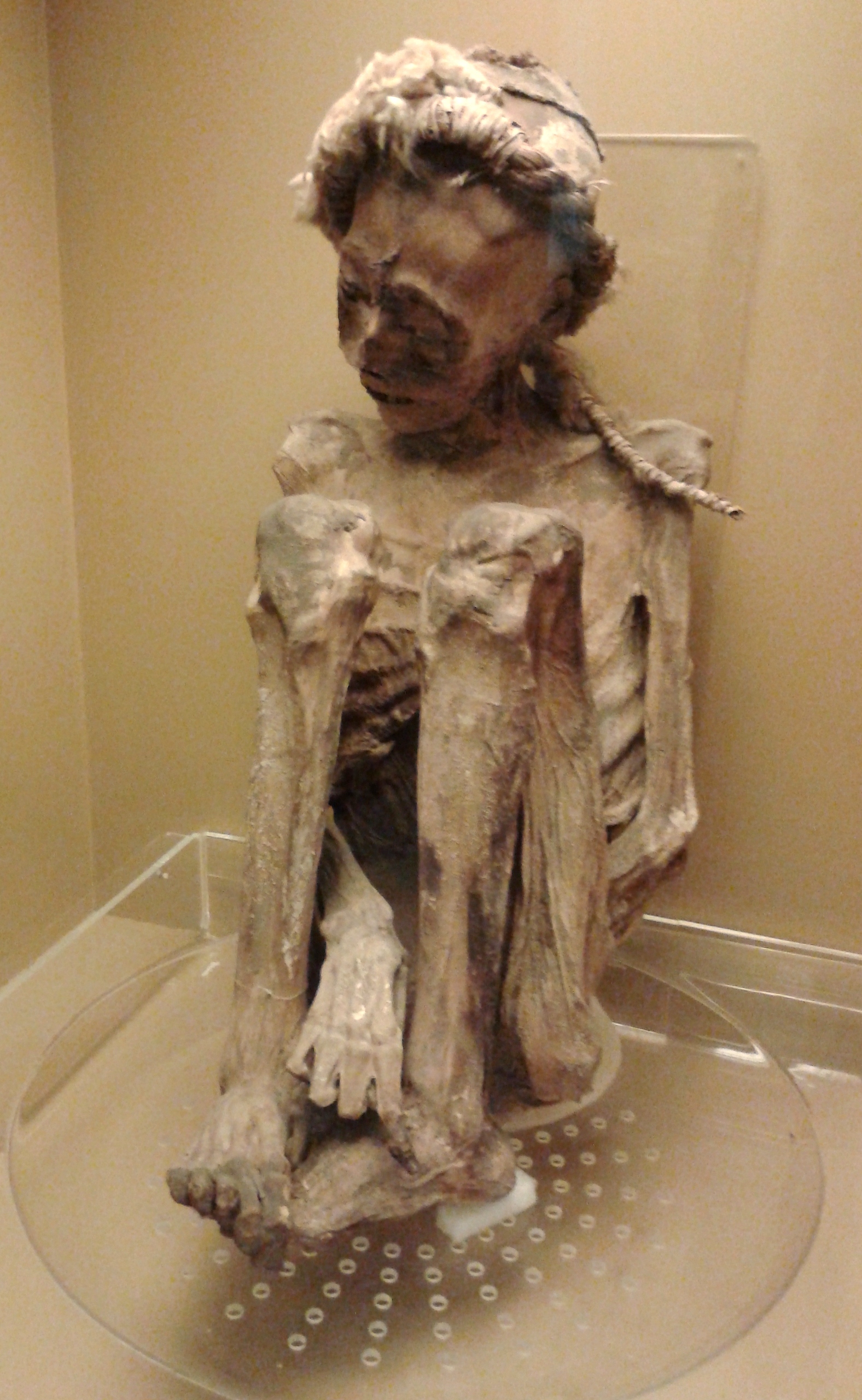
Múmia atacamenha, cerca de 4 000 anos.

### Dano estrutural
A Defesa Civil do município divulgou que, além da área interna do Museu Nacional, a parte próxima à fachada também estava interditada, pois existia o perigo de que duas estátuas no topo do edifício desmoronassem. Eram 23, e uma delas já havia caído. Existia o risco de colapso interno das paredes divisórias, que estavam sem amarração. Todas as paredes e lajes corriam o risco de cair, tendo sido isolada cada área de projeção da fachada devido ao risco de desprendimento de adornos, revestimentos e armações. A segurança das estátuas seria verificada e havia um isolamento interno, que só seria removido após a conclusão dos serviços de inspeção, demolição e escoramento emergencial em áreas com risco, e só depois disso, poder-se-ia permitir a remoção de detritos. Com o resfriamento, aumentava o risco de quedas internas porque a água facilitaria os deslizamentos, motivo pelo qual os bombeiros operavam do lado de fora. A Defesa Civil também salientou que esses detritos não poderiam ser removidos e descartados de maneira simples. Seria um segundo trabalho de arqueologia, realizado no próprio local. Seriam levados para um lugar seguro, após a eliminação dos riscos internos, para que os funcionários do museu pudessem encontrar algum material aproveitável do acervo.

## Investigação
O laudo final da Polícia Federal (PF) indicou que o incêndio foi causado por um sobreaquecimento causado por um curto circuito de um ar condicionado, decorrentes de instalação elétrica inadequada. A PF coordenou a investigação sobre as causas do incêndio. Peritos fizeram um escaneamento em três dimensões do prédio com um scanner a laser instalado na parte dianteira do Palácio São Cristóvão. Imagens feitas por drones e máquinas digitais também foram usadas para criar uma espécie de maquete tridimensional do prédio. Eventuais imagens gravadas por câmeras de segurança no prédio também foram buscadas para fornecer indícios sobre as causas do fogo. Por fim, a perícia analisou as condições das instalações elétricas do museu e seu estado de conservação.

## Reações

### Autoridades

#### Governo federal

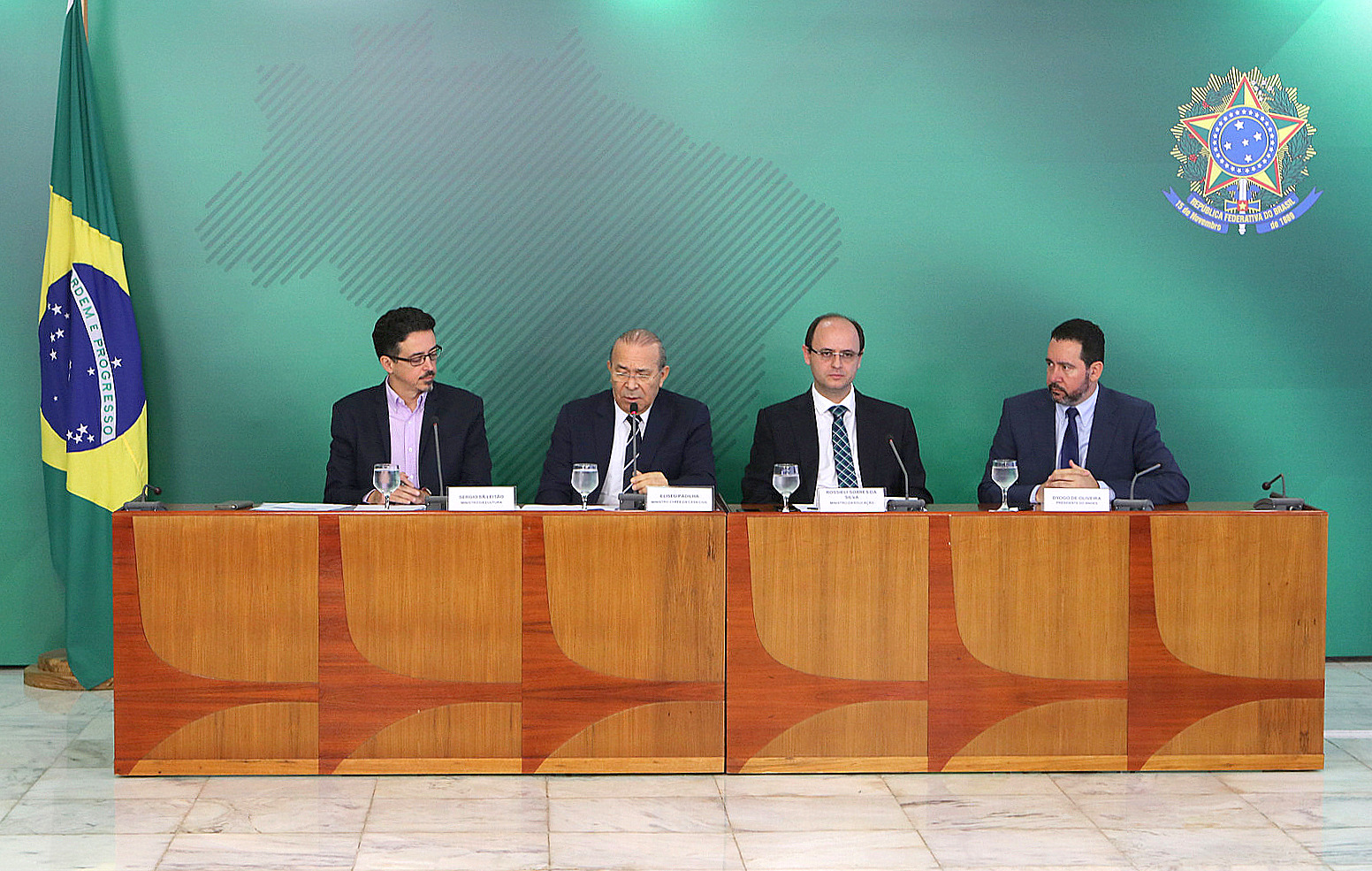
O governo federal anunciou medidas para recuperação do Museu Nacional e melhorias nos demais museus

O presidente da República, Michel Temer, disse que é "incalculável para o Brasil a perda do acervo do Museu Nacional. Hoje é um dia trágico para a museologia de nosso país. Foram perdidos duzentos anos de trabalho, pesquisa e conhecimento. O valor para nossa história não se pode mensurar, pelos danos ao prédio que abrigou a família real durante o Império. É um dia triste para todos brasileiros".
Em 10 de setembro de 2018, Temer anunciou a transformação do Instituto Brasileiro de Museus na Agência Brasileira de Museus (Abram) através de uma medida provisória. Outra MP criou fundos patrimoniais para financiar projetos de interesse público. As duas MPs terão força de lei, mas o Congresso Nacional terá 120 dias para analisar as duas medidas. Se a votação não acontecer no prazo, elas perderão validade. O governo federal também estuda a possibilidade de retirar da Universidade Federal do Rio de Janeiro a responsabilidade pela administração do museu. Segundo interlocutores do governo, a proposta ganhou força após pressão das empresas que se prontificaram a financiar a restauração do prédio e recuperação do acervo.
O ministro da Educação, Rossieli Soares, afirmou logo após o incêndio que o Ministério da Educação iria repassar imediatamente 10 milhões de reais para a Universidade Federal do Rio de Janeiro recuperar o museu. "Deveremos transferir com a maior rapidez possível. São os 10 milhões de reais, mais 5 milhões de reais que fazem parte do projeto executivo que ainda será definido. Temos prazo e urgência para iniciar esses passos de recuperação", avaliou Rossieli. Ele também afirmou que vai pedir ajuda internacional para montar um novo acervo para o museu.
Ao ser questionado sobre porque não foi feito nada antes, já que havia denúncias de que o prédio precisava de manutenções, Soares afirmou: "Não existia lei do teto de gastos entre 2014 e 2015 e foi nesse período que aconteceram os maiores cortes na educação. Então, o que determina mais se há cortes e contenção ou não é a crise financeira que nós vivemos. O que a gente lamenta é que, no momento de maior abundância financeira do Brasil, não houve a decisão à época de colocar os recursos financeiros para o museu. Um artigo específico da Lei de Diretrizes Orçamentárias que os recursos da Educação não podem ser menores e têm que ser reajustados pela inflação".
O ministro da cultura, Sérgio Sá Leitão, afirmou que o plano de recuperação tem quatro etapas já definidas: contenção das paredes, de segurança, de inventário, de tratamento e recuperação do acervo que ainda está no prédio; elaboração do projeto básico e do projeto executivo para a reconstrução do museu e para a aquisição do novos equipamentos; obra de recuperação e aquisição do acervo.
A procuradora-geral da República, Raquel Dodge, disse: "que essa tragédia desperte a urgência de preservar a memória". Segundo o texto, a reconstrução do palacete onde funcionava o museu preservará apenas as características arquitetônicas, "mas jamais os tesouros que compunham seu acervo". Ela também criticou a demora na publicação de normas para o combate a incêndio em bens do patrimônio histórico, discutidas em junho de 2016. "Infelizmente, passado mais de um ano do evento, as instituições públicas federais responsáveis não publicaram a referida norma, padronização mínima para a atuação dos bombeiros e outras instituições em todo o Brasil, o que impossibilitou, até o momento, uma ação nacional."

#### Prefeitura

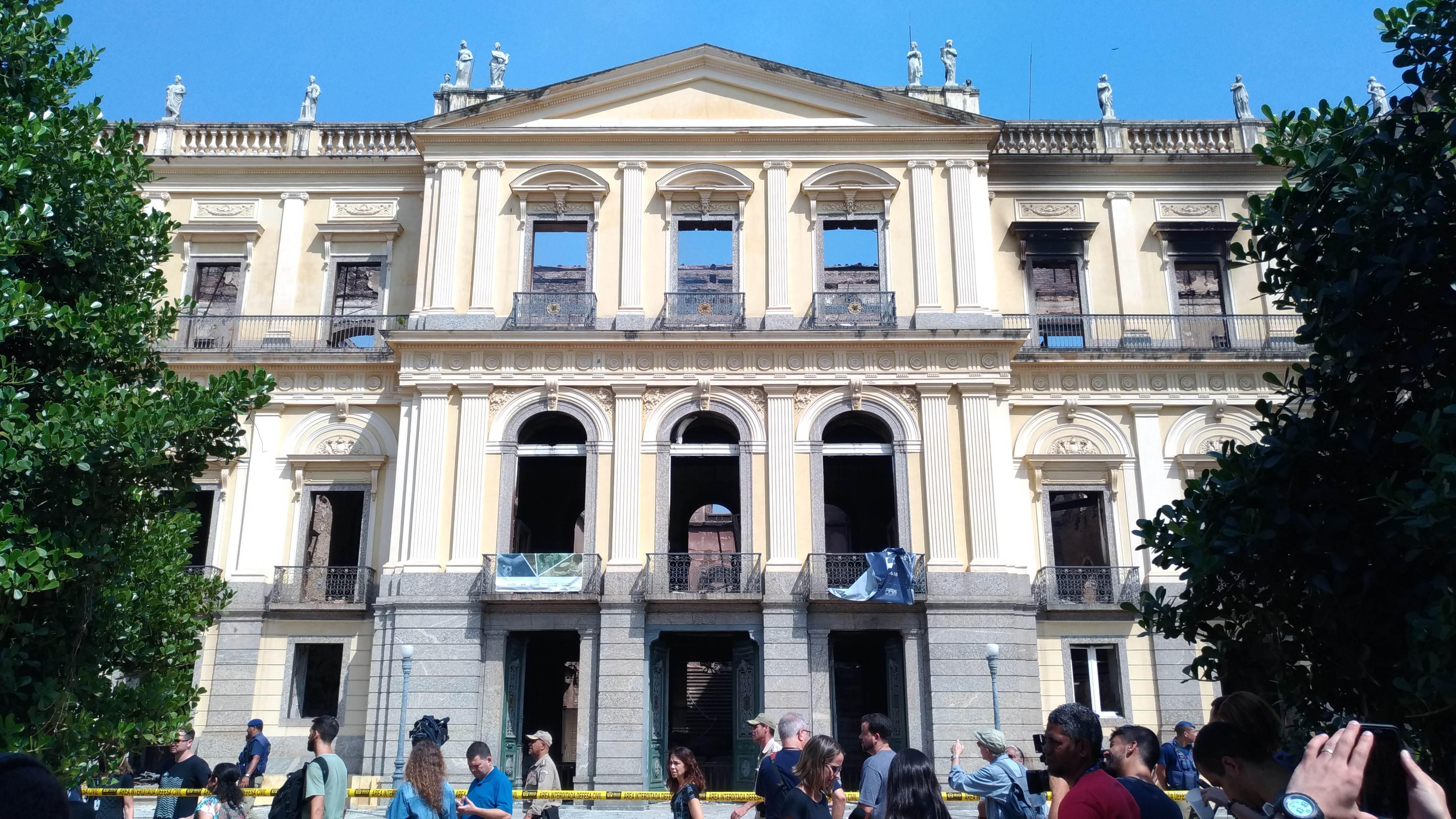
Ato em frente ao prédio do museu.

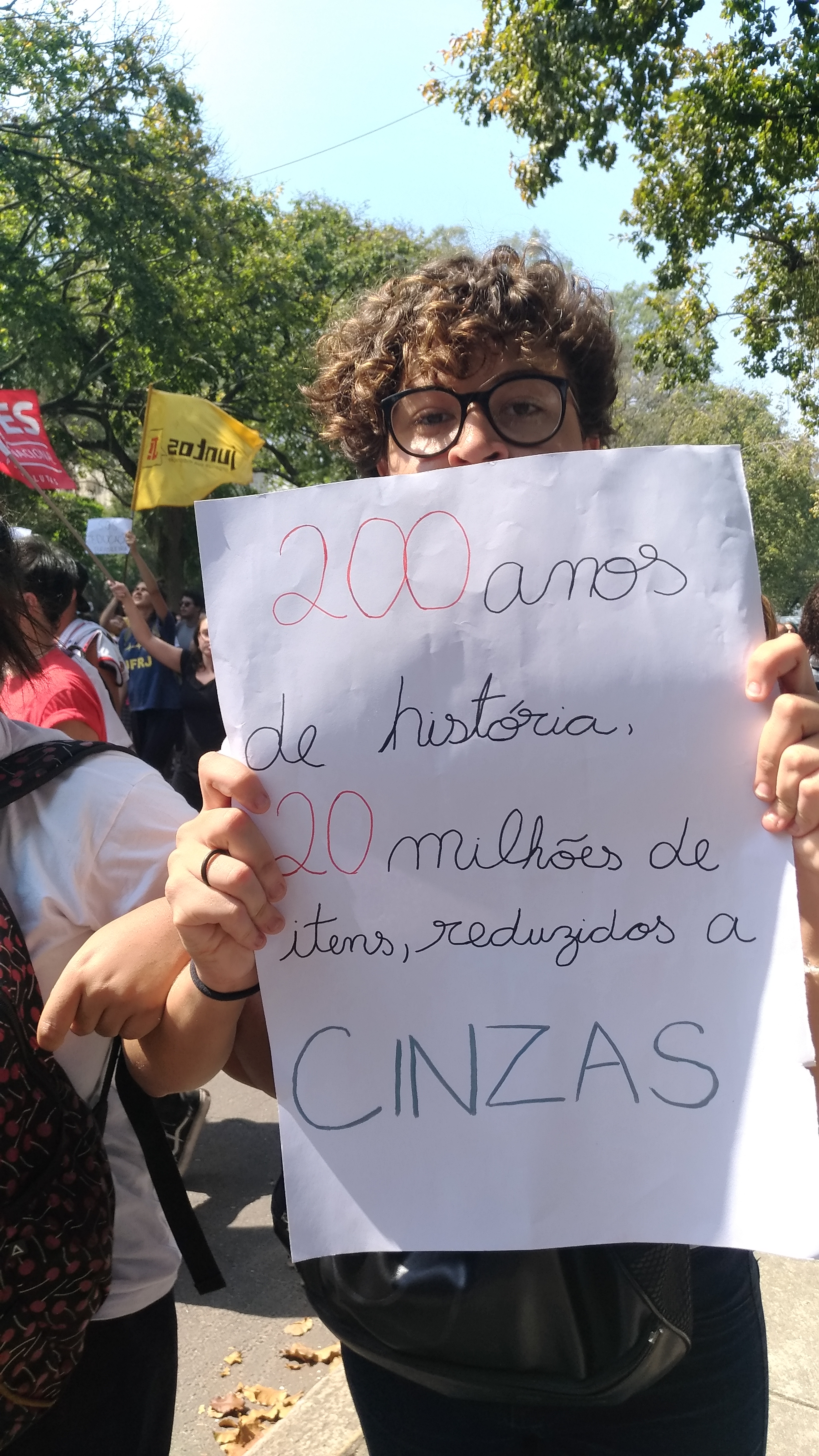
Manifestante no dia seguinte ao incêndio.

O prefeito do Rio de Janeiro, Marcelo Crivella, declarou que os funcionários do museu tiveram treinamento de cinco dias pois já havia preocupações sobre possíveis incidentes. Também disse em entrevista para o GloboNews, "Nós não vamos permitir que isso permaneça em escombros. Vamos pedir apoio ao governo federal, ao governo estadual, vamos unir forças para que o nosso palácio volte a ser tão bonito quanto antes". "Trágico incidente que destruiu um palácio marcante da nossa história. É um dever nacional reconstruí-lo das cinzas, recompor cada detalhe eternizado em pinturas e fotos e, ainda que não seja o original, continuará a ser para sempre a lembrança da família imperial que nos deu a independência, o império, a primeira constituição e a unidade nacional", disse Crivella.

#### Presidenciáveis
A ambientalista e política brasileira Marina Silva chamou o incêndio de "lobotomia da memória brasileira". "Eu fico imaginando o que seria o Museu de História Natural de Nova York sendo queimado. O que aconteceu ontem no Brasil é o equivalente a uma tragédia como essa. E talvez até maior porque cada um vai valorizar a sua história e a a história de cada um, de cada povo, em cada canto, ela é singular, é particular. A gente não pode ter nada disso suprimido mais," concluiu Marina.
O advogado e político Ciro Gomes compartilhou em seu Twitter uma iniciativa de estudantes da Unirio de juntarem imagens do museu como forma de preservar a memória do acervo e dos espaços expositivos atingidos pelo fogo. "Vamos ajudar a atenuar esta tragédia que o desgoverno no Brasil permitiu acontecer contra nosso mais caro patrimônio histórico", disse Ciro.
O ex-governador de São Paulo, Geraldo Alckimin, disse em redes sociais que o incêndio "agride a identidade nacional e entristece todo o país" e prestou solidariedade a "todos os cidadãos brasileiros" pela perda do patrimônio. O ex-prefeito de São Paulo, Fernando Haddad, recordou outros prédios históricos que sofreram com a falta de conservação. "Instituto Butantã, Museu da Língua Portuguesa, Escola de Artes e Ofícios, Museu do Ipiranga e, agora, o Museu Nacional. Lamentável o descaso com o patrimônio histórico", elencou Haddad.
Ao ser questionado sobre a falta de recursos para a preservação do patrimônio histórico brasileiro, em meio a grande repercussão do incêndio do Museu Nacional, o deputado Jair Bolsonaro disse: "Tem recursos sobrando, o que falta é adequadamente investir recursos nessa área, o que não vem sendo feito. Eu te pergunto: nas mãos de quem está ainda a administração do museu da Quinta da Boa Vista: PSOL e PCdoB, então pergunte a eles o que fizeram ao longo desse tempo todo, a não ser aparelhar as instituições e colocar militantes lá dentro". Em outra entrevista, ao responder uma pergunta sobre propostas para a área, o parlamentar disse: "Tá, e daí? Já tá feito, já pegou fogo, quer que eu faça o quê? O meu nome é Messias mas eu não tenho como fazer milagre."

### Protestos

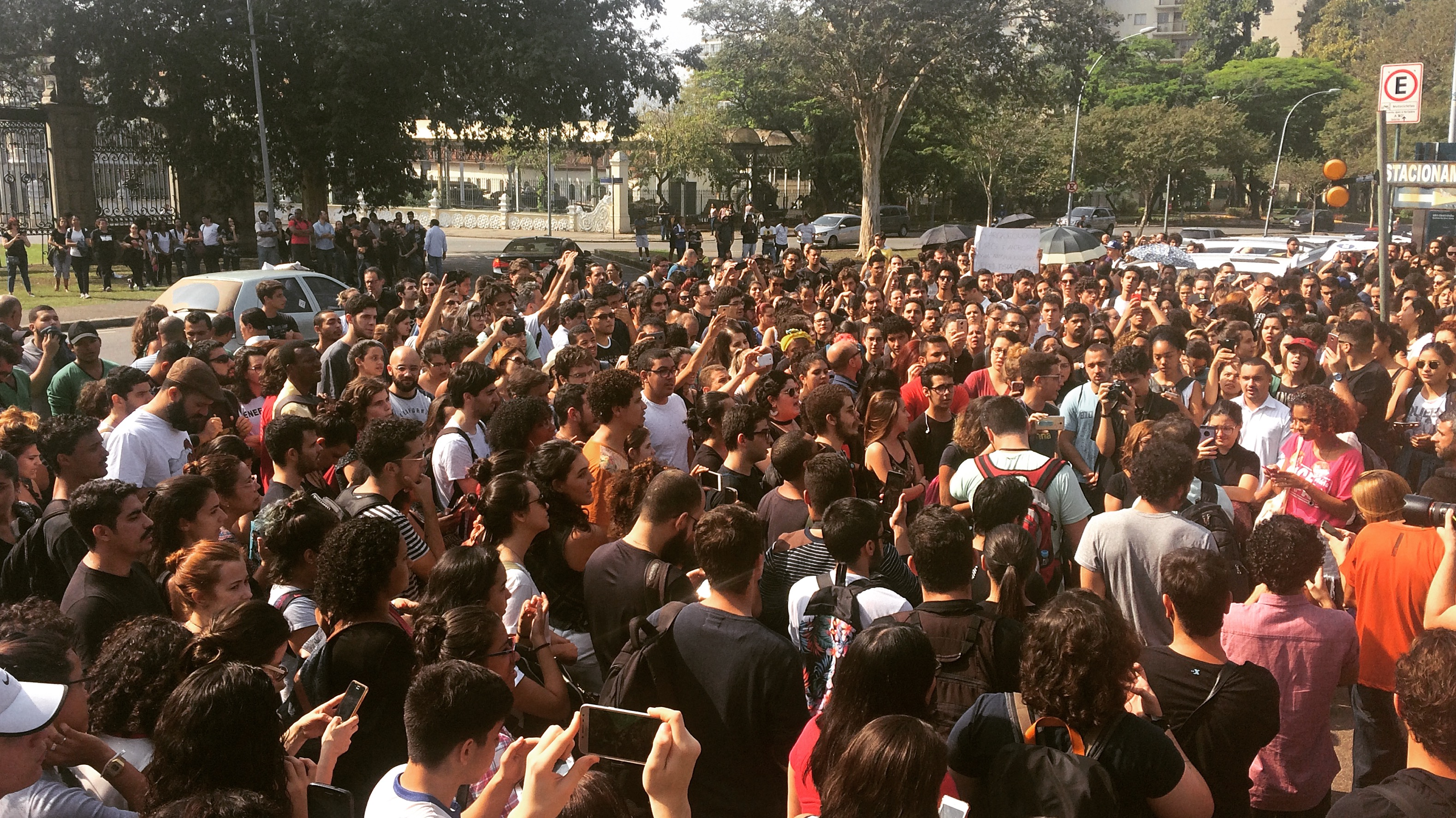
Manifestação na parte de fora do museu.

A notícia do incêndio foi rapidamente espalhada pela cidade do Rio de Janeiro e manifestantes apareceram nos portões nas primeiras horas da manhã de segunda-feira. Relatórios iniciais indicaram que havia 500 pessoas, que formaram uma corrente humana em volta do prédio ainda fumegante. Alguns dos manifestantes tentaram escalar cercas nos jardins do museu; policiais foram chamados com equipamento anti-motim e jogaram bombas de gás lacrimogêneo na multidão. O público foi posteriormente autorizado a entrar no terreno da Quinta da Bela Vista. No fim da tarde, um grupo de cerca de 6 000 pessoas — segundo os organizadores — começou outro ato, dessa vez na praça da Cinelândia, centro do Rio.

### Museus
A presidente do Instituto do Patrimônio Histórico e Artístico Nacional, Kátia Bogéa, afirmou que "É uma tragédia nacional e mundial. Todo mundo está vendo que é uma perda não só para o povo brasileiro mas para toda a humanidade (...) É uma tragédia anunciada que há muito tempo a gente sabe que o patrimônio cultural brasileiro não tem recurso".
Museus ao redor do mundo enviaram suas condolências. No Reino Unido, a Biblioteca Britânica disse que "nossos corações vão para os funcionários e usuários do Museu Nacional do Brasil" e chamou o incêndio de "um lembrete da fragilidade e preciosidade de nossa herança global compartilhada". O Museu de História Natural de Londres, o Museu de História Natural da Universidade de Oxford, e o Instituto Smithsoniano também enviaram mensagens de apoio. A chefe do Museu Australiano disse que estava "chocada", "devastada" e "perturbada".

### Povos indígenas
O museu tinha uma "coleção inestimável" de artefatos indígenas da era pré-colombiana do país, que compreendia cerca de 1.800 itens da cultura indo-americana. Os itens incluem muitos restos de povos indígenas, bem como relíquias acumuladas na coleção pessoal de Dom Pedro II. Esta coleção também contava com itens de grupos indígenas presentes, incluindo uma "impressionante arte de penas dos povos carajás". Existem apenas cerca de 3 000 membros da etnia.
Depois do incêndio, os povos indígenas imediatamente começaram a protestar do lado de fora da instituição, criticando que "o museu contendo seus artefatos mais preciosos foi incendiado", observando que apesar de não haver dinheiro para um museu de história indígena, "a cidade conseguiu encontrar recentemente um enorme orçamento para construir o novo Museu do Amanhã".

### Internacional
O incêndio repercutiu na imprensa internacional desde a noite de domingo (2 de setembro). A destruição do acervo foi destaque em jornais de todo o planeta, como nos britânicos BBC, The Guardian e The Daily Mail, nos estadunidenses The New York Times, CNN, Associated Press e Forbes, no francês Le Monde, no argentino Clarín, no espanhol El País, no português Público e no alemão Der Spiegel.
O presidente da França, Emmanuel Macron, ofereceu a ajuda de especialistas franceses em arte para contribuir com a reconstrução do museu. A ministra da Cultura da França, Françoise Nyssen, explicou em comunicado que ofereceu ao embaixador brasileiro na França "todo o conhecimento dos agentes do Ministério da Cultura" em aspectos de museografia, conservação e gestão de coleções e arquivos".
O governo de Portugal afirmou em nota oficial "profunda tristeza pela perda de um acervo histórico e científico insubstituível" e afirmou estar "inteiramente disponível para, no que for útil e possível, colaborar na procura da reconstituição deste importante patrimônio identitário, não apenas do Brasil, mas de toda a América Latina e do mundo".
O diretor nacional de Cultura do Uruguai, Sergio Mautone, e o coordenador de Museus do país, Javier Royer, expressaram profundo pesar e destacaram que o incêndio arrasou "coleções de imensurável valor patrimonial e um edifício, que foi testemunha e protagonista na história do Brasil e da região, que tinha 200 anos de história material da instituição e milhões de anos de história universal". No texto, afirmam que enviam aos trabalhadores dos museus brasileiros um "fraterno e solidário abraço" e se colocam à disposição para "colaborar no que considerarem oportuno".
O Instituto Real de Antropologia, do Reino Unido, afirmou que pretende organizar dois dias de eventos em 2019 para celebrar a antropologia brasileira e apoiar o museu, além de fazer pressão junto ao governo britânico para que alguma doação seja feita à instituição brasileira. No dia seguinte ao incêndio, a Alemanha também disponibilizou uma ajuda emergencial no valor de até um milhão de euros, por meio do ministério das Relações Exteriores. Um grupo foi montado para determinar formas de ajudar no resgate do acervo e também no restauro de peças e documentos. Com esse valor fornecido pelo Ministério Federal das Relações Externas do Governo da Alemanha a equipe do Museu comprou, entre outros equipamentos, câmeras digitais de alta qualidade; telêmetros, para localização do material soterrado e centenas de caixas de plástico para o transporte do material. Um segundo repasse no valor de 145,300 euros foi utilizado na modernização da rede elétrica do museu.
O diretor-executivo da National Geographic Society, Gary Knell, ofereceu ajuda na reconstrução do museu durante um evento com o embaixador brasileiro em Washington, Sergio Amaral, na terça-feira, Knell disse que a NatGeo poderá ajudar com parte de seu acervo e com apoio financeiro, bem como mobilizar colaboradores e pesquisadores no Brasil para auxiliar no processo de reconstrução da instituição.
Ex-ministro de Antiguidades do Egito, o arqueólogo Zahi Hawass diz que a tragédia legitima o movimento pela repatriação de objetos egípcios em museus espalhados pelo mundo e que se museus não forem capazes de garantir a segurança e conservação dos objetos, o arqueólogo defende que sejam devolvidos à terra natal. Embora a coleção do Museu Nacional não estivesse na mira dos arqueólogos egípcios, Hawass diz que a destruição do acervo reforça o movimento pela repatriação de objetos e que a Unesco observe países com coleções no exterior, e museus no exterior, em controlar sobre essas coleções, para que garanta que os objetos sejam protegidos e restaurados adequadamente.

### Resgate do acervo
A equipe, que passou a focar no resgate do acervo, reuniu-se no dia 9 de setembro de 2018. Eram onze servidores que, entre outros procedimentos, elaboraram o protocolo preliminar de ações com apoio de diversas instituições como o IBRAM, IPHAM, ICOM, UNESCO e outras.
Uma das envolvidas, Silvia Reis, disse que o processo foi "pautado por uma perspectiva forense", onde buscavam entender o que encontravam e com cuidado, coletavam tudo de forma contextualizada.